# 悪徳商法
悪徳商法（あくとくしょうほう）は、企業や経営者が不当な利益を得るため、社会通念上問題のある商売方法の通称。警察庁では、「一般消費者を対象に、組織的・反復的に敢行される商取引で、その商法自体に違法又は不当な手段・方法が組み込まれたもの」を、悪質商法と呼んでいる。問題商法（もんだいしょうほう）とも呼ばれる。元暴走族や半グレが流れ込んでいる、屋根設備点検商法（業者が屋根を破壊）や水道給排水設備の悪徳業者など多数の種類があり、特殊詐欺やマルチ商法、フィッシング詐欺などと並ぶ社会悪となっている。業者を依頼する際には、必ず「合い見積もりを取る」ことが必要である。

## 概要・類型

### 利殖商法
「未公開株」「海外事業への出資」「絶対に儲かる」などを謳って実態のない投資話を持ち掛け出資金として多額の金を騙し取る手口。日本各地の消費生活センター等に寄せられた被害件数は2011年から2013年までに7539件（68.0%）減少したが、高齢者（65歳以上）比率が68.5%から70.5%まで高まった。消費者庁によると、2012年までの調べで利殖商法に関する生活相談が増加しており、怪しい社債や換金性に乏しい外国通貨（イラク・ディナールやスーダン・ポンドなど）の取引をもちかけるケースが急増した。

### アポイントメント商法
景品受け取りやお得なクラブへの入会などと称して指定された場所に消費者を出向かせ、その場所で執拗な勧誘を行って契約させる手法。契約するまで帰らせない監禁商法にあたる場合もある。3月から5月にかけて若者の被害者が多い。クラブに入会させられ入会金を支払わされた後、再度連絡され、会費が支払われていないなどとして二次被害を受ける事例が増えていると東京都消費生活総合センターが2007年に発表した。

### 点検商法
「無料で屋根や家屋を点検する」などと称して家庭を訪問し、客を騙す業者がいる。オーナーが半グレのケースも多く、屋根リフォーム詐欺業者は、屋根の無料点検と称して屋根に昇り、屋根に破損個所がない場合は、金づちで破壊（器物損壊罪）してしまうのである。契約が成立した場合、被害者に請求する金額は、一般の業者の相場の約2倍である。家屋面積20坪で相場50万円台のところ、半グレ業者は100万円以上を請求する。半グレのオーナーがSNSに芸能人との写真をアップしている場合もある。悪徳業者については、業界団体がウェブサイトで注意を喚起している。そのほかに「柱にヒビが入っている」「シロアリがいる」「このままでは家が倒れる」など、事実に反する情報を伝え、シロアリ駆除・補強工事など高額の契約をさせる手口。虚偽説明をされた場合や価格・性能など重要事項を故意に告げられなかった場合は消費者は契約を取り消すことができる。屋根破壊では逮捕者が出ている。

### おとり広告商法
水道給排水設備業者が代表的で、電話帳やネットに3300円～、5500円～などとおとり広告を出稿しながら、実際にはその15倍ほどの高額な料金を請求し、ついでに敷地の備品や庭園を破壊する場合もある悪徳業者が存在する。

### 50音順一覧
悪徳商法、悪質商法、脱法行為、違法行為を掲載する。
| あ 悪質リフォーム アフィリエイト（→情報商材を扱うもの） アポイントメント商法 アンケート商法 インサイダー取引 インターネット上でのネズミ講 エウリアン/絵売り女（→絵画商法） オーナー商法 送りつけ商法（→ネガティブ・オプション） 押し買い 押し貸し おとり商法 お礼商法 か 開運商法 海外宝くじ 絵画商法（エウリアン/絵売り女） 買取屋 学位商法 家具リース金融 騙り商法 空貸し 偽装表示 キャッチセールス 求人商法 教育商法 クレサラ問題 健康商法 馬券予想会社 現物まがい商法 原野商法 恋人商法 講習会商法 コンプレックス商法 さ 催眠商法 竿竹商法 地上げ屋 士商法（資格商法） 実験商法 借金アルバイト 就職商法 紹介屋 情報商材 消費者金融 情報販売 システム金融 紳士録商法 新聞拡張団 水道給排水設備 ステルスマーケティング スパムメール 整理屋 節電器 090金融 ゼロゼロ物件 セミナー商法 - 宣伝講習販売（催眠商法に近い） | た 体験談商法 抱き合わせ商法 チケット金融 通信販売 次々商法 次々販売 デート商法 点検商法（危険商法） 展示会商法 電話勧誘販売 都（1）金融 当選商法（福引商法、「実は2等でした」商法） 特定継続的役務提供 ドロップシッピング な 内職商法 二次勧誘 二八商法 ネガティブ・オプション（代引き商法・送り付け商法） ネズミ講 ネットワークビジネス 年金担保金融 ノミ行為 は バイブル商法 ハロー効果 光回線勧誘 便乗商法 福祉商法 ペーパー商法 包茎手術商法 ホームパーティー商法 訪問販売 保険金不払い ぼったくりバー ポンジ・スキーム ま まとめブログ マルチ商法 マルチまがい商法 未公開株購入勧誘 見本工事商法 無限連鎖講 無料体験商法 迷惑メール モニター商法 や 屋根点検商法 ヤミ金融 預託商法（養殖詐欺） ら 利殖商法 リピート・スリー リフォーム詐欺（悪質リフォーム） 霊感商法 連鎖販売取引 ロコ・ロンドン金取引 わ 和牛商法（安愚楽牧場） ワンクリック契約 ワン切り A ESCO事業 GNP商法 MMF（Make Money Fast） M資金 SF商法 spamメール |

## 主要な事件
被害金額の大きな日本の事例としては安愚楽牧場事件（4330億8700万円）、豊田商事事件（約2000億円）、天下一家の会事件（約1896億円）、全国八葉物流（約1600億円、1500億円）、円天（L&G）事件（1000億円）、大和都市管財（約1100億円）、KKC（経済革命倶楽部）事件（350億円）などがある。

## 特徴と対処法
以下の特徴のいずれか1つでも該当すれば「悪徳商法」と考えてよい。

### 広告・勧誘・契約方法などに問題があるもの
- 意思の合致がないのに、一方的に契約の成立を主張するもの。
  - 契約の流れに便乗し、必要のない商品（付属品など）を余計に購入させるもの（おとり商法）。
- 勧誘目的を隠して、接近してきたり、誘い出したりするもの。 - 当選商法、デート商法、挨拶商法など。
- 申し込みをしていないのに、商品などを一方的に送り付けるもの。
- 水道局・消防署・電力会社・NTT・NHKなどの企業・官公庁・団体の社員（職員）を騙り接近してくるもの。
  - 身元を詐称するため、制服や身分証（社員証、名刺など）を偽造する場合も含む。
- 名ばかりの営業所の業務のたらい回し。
- 大手企業（またはその関連会社）であるように騙って接近してくるもの。
- 虚偽・誇大または意図的に誤解を招く曖昧な説明の広告など。
- 効果や結果などが断定できないのに、断定調で広告や勧誘をするもの。 - 「最低でも2kgは痩せる」「○○株は必ず上がる」など。
- 金融商品などリスクを伴う商品やサービスなどについて、期待できる利益ばかりを強調して、予測されうる不利益または「不利益の発生は自己責任である」旨の説明を行わないもの。
- 契約内容について十分な説明をしなかったり、検討する時間を十分に与えず、早期の契約締結を迫るもの。
- 勧誘を拒んでも、再び勧誘するもの。
- 強迫や詐欺などを手段として、契約を締結させるもの。
- 営業所などに監禁や退去妨害をして、契約を締結させるもの。
- 自宅などに居座り、不退去で契約を締結させるもの。
- 深夜や早朝など社会通念上不適切な時間帯に勧誘してくる。
- 異常に高揚した心理状態で契約を締結させるもの。 - 催眠商法（SF商法）など。
- 迷惑な方法で広告するもの。 - 迷惑メール・勤務時間中の勤務先への電話による販売勧誘など。
- 18歳未満の児童・高齢者・認知症 ・知的障がい者または専門知識のない成人など、契約内容を十分に理解できない者に契約を締結させる（一方的に契約書を書かせる）もの。 - 判断力のない高齢者や認知症患者への住宅のリフォーム（改装）など。
- マルチ商法、マルチまがい商法。
- 霊感的な説明や疑似医学的な説明で消費者の不安感を煽り、商品を売りつけるもの。
- 福引きやクジで”当選”した（2位というケースが多い）として、強引に携帯電話や有線放送の契約を結ばせる（「実は2位商法」とも言われる）。

### 商品やサービスなどに問題があるもの
- 商品やサービスなどが劣悪なもの（攻略法詐欺、情報商材商法、節電器商法など）。
- 商品やサービスなどが本来の価値より著しく高額であるもの（ボッタクリなど）。
- 社会通念上、価値のない「資格」（通常は民間資格）を取得させるもの。
- サクラ（おとり）がいるもの（出会い系サイトなど）。
- 商品の原材料、産地、消費期限などに対して、虚偽の品質表示を行うもの。
  - 虚偽表示や産地偽装など、消費者が見抜けないのをよいことに、情報の非対称性を悪用するもの。

### 契約の履行や解約などに問題があるもの
- 商品やサービスに関する契約を全く履行しない、あるいは不誠実・不完全な履行しかしないもの。
- 解約が可能であるにもかかわらず、解約できないと誤解させるもの。
- 解約に応じるが、不当な解約手数料や違約金などを要求するもの。
- 解約は、コールセンターで受け付けると記載されているが、コールセンターは「只今電話が込み合っているので、しばらく待つ」よう呼びかけるガイダンスが繰り返し流れるだけでほとんど繋がらない（繋がりにくい状況の中で消費者に解約を諦めさせる）。
  - 解約の受付が電話だけでしか受け付けず、メールその他の代替となる連絡手段を用意していない。

### 個人情報の扱いに問題があるもの
- 勧誘や取引に際して知り得た個人情報を、正当な理由もなく漏らしたり販売するもの。
  - 顧客情報の名簿業者への販売など（無償で譲渡した場合でも変わりはない）。

### 犯罪またはその可能性があるもの
上記の各項目と結果的に重なるものもあるが、犯罪であるもの。法律の無知あるいは不本意ながらで犯罪になってしまう可能性のあるもの。
- 貸金業の規制等に関する法律（サラ金規制法）や出資の受入れ、預り金及び金利等の取締りに関する法律（出資法）などの上限を超えた高金利を要求するもの（闇金融）。
- 詐欺罪・監禁罪・不退去罪など、刑法に違反するもの。
- 無限連鎖講の防止に関する法律（ねずみ講防止法）に違反するもの。
- 特定商取引に関する法律（特定商取引法）に違反するもの。
- 医薬品、医療機器等の品質、有効性及び安全性の確保等に関する法律に違反するもの。
- その他犯罪に該当するもの。
- 「合法」や「無料」であることを強調するもの（合法であることを示す、法的根拠を説明しないもの）。
  - 問題のない商売は当然合法であるため、わざわざ「合法」を強調する必要がない。

- 対処法
- 民事
  - クーリングオフ制度による申込みの撤回、又は契約解除。
  - 内容証明郵便の送付による契約解除通告。
  - 消費者契約法に基づく契約の取消や、消費者の利益を一方的に害する条項の無効。
    - 被害額は少額だが被害者が多数にのぼるサービスを提供している業者に対しては、消費者団体訴訟制度によって訴訟を行うこともできる（被害額が少額の場合や民事不介入の場合、泣き寝入りすることが多かったが、この制度によってNPO法人などが代理で訴訟を起こすことができる）。

  - 民法に基づく錯誤・詐欺・強迫による契約の無効。
  - 個別の業法に基づく消費者保護規定の活用。
  - 商法五百二十六条などに基づく欠陥商品の契約解除、代替品の請求。（会社対会社の場合のみ）
  - 民事訴訟。
- 刑事
  - 犯罪性のある場合は、警察に被害届を提出したり、検察庁・裁判所への告訴や告発を行う。しつこいなど急を要する場合には110番通報や、繁華街の場合は巡回中の警備員に相談してもよい。
  - 断ってもセールスマンが退去しない、客引き（キャッチセールス）が禁止されている場所で警備員の退去命令に従わない（不退去罪）。
  - 購入を強要される（強要罪）。
  - 購入するまで、もしくは帰りたいという意思を示したのに帰さない（監禁罪）。
  - 「払わないなら殺すぞ」などの脅迫まがいの言葉をかけられる（脅迫罪・恐喝罪）
  - 胸倉をつかんだり、殴る蹴るなどの行為に出る（暴行罪・傷害罪・器物損壊罪（所持品を壊されたり、服のボタンをちぎられた場合）・強盗罪・強盗致傷罪）
- 行政
  - 個別の業法に基づき、行政指導や行政処分を求める申立てを行う。

## 企業・団体・事件
一般の企業が「組織ぐるみ」で犯した罪などは、企業犯罪を参照されたい。
- アイディック - 節電器商法。ESCO事業として「国から支援を受けている」とセールス。
- アクアライン （水道屋本舗） - 水道修理において、みだりに不必要な作業を上乗せし、不当に高額な料金を請求。他、クーリングオフできるにもかかわらず、できないと虚偽の説明をするなど。特定商取引法違反により、業務停止命令が下された。
- 安愚楽牧場 - 日本最大の和牛預託商法業者。民事再生法適用申請時の被害者数73,356人、被害総額4207億6700万円。
- エステdeミロード - 大規模な消費者被害を起こしたエステティックサロン。
- エフ・エー・シー - 月5%の高配当をうたって出資を募っていたが、実態は出資金を配当に充てる自転車操業だった。全国8,000人から約135億円を違法に集めたが、詐欺容疑で摘発。
- L&G - 高配当を謳った「あかり価格」や「L&G協力金」をはじめ、独自の円天と呼ばれる電子マネーを発行するなどし、出資を募るが、出資法違反で摘発。
- オレンジ共済組合事件 - 参議院議員による出資法違反、詐欺。
- キングスレーキャピタル - 架空の投資話（リゾート投資や、投資ファンド）を持ちかけるマルチ商法を展開中。
- 近未来通信 - IP電話の設備への出資を集めながら、実態は自転車操業状態だった。
- 経済革命倶楽部事件 - 詐欺。「未常識経済論」。
- ココ山岡 - 大規模な消費者被害を引き起こした買戻特約付ダイヤモンドの販売会社。
- ジェスティオン・プリヴェ・ジャポン - 海外のプライベートバンクを使った資産運用で高配当の利回りが可能になると説明し、少なくても1,000人を超える顧客から数百億円の資金を集めていたが、破綻。ダイヤモンド社から2003年2月に発売され、ベストセラーとなった「スイス銀行体験記」に秦右時（ゆうじ）社長は“優秀なプライベートバンカー”として登場する。
- ジー・オーグループ - 健康食品などの通信販売開業者募集で勧誘。出資法違反、詐欺。
- 新製品普及会 - 元祖催眠商法。「SF商法」の語源。
- スカイビズ - ホームページスペースレンタルの連鎖販売取引。無限連鎖講と捉える人も多い。
- 全国八葉物流 - 健康食品販売を名目にした預かり金によるマルチ商法詐欺。出資法違反。集めた金は豊田商事事件に次ぐ規模。
- 天下一家の会事件 - 無限連鎖講。無限連鎖講が禁止される契機となった。
- 統一教会 - 霊感商法という言葉を生む切っ掛けとなった。
- 投資ジャーナル事件 - 株式の不正売買事件。詐欺。投資顧問業法の制定の契機となる。
- 豊田商事事件 - 金の現物まがい商法。1985年6月18日にマスコミの取材中に豊田商事会長刺殺事件が発生する。
- 平成電電 - 匿名組合を利用し出資金を集めるが破綻。
- 法の華三法行 - 詐欺。「足裏診断」と称する開運・霊感商法。
- 保全経済会事件 - 投資詐欺事件。出資法の制定の契機となる。
- メディアサポート (大阪府) - 大規模な電話機リース法人契約被害と就職詐欺を引き起こした電話機リース会社。「法人相手の訪問販売はクーリングオフの対象外」であることを悪用した。
- USEN - 委託業者が抽選箱からくじを引かせ「2等が当たった」と勧誘、行政指導を受ける。当選商法。
- リッチランド - 健康食品販売や架空の投資話を餌にマルチ商法を展開するが、出資法違反、組織的犯罪処罰法違反罪。
- 霊示気学二穣会 - 詐欺。「念金」と称する開運・霊感商法。
- ワールドオーシャンファーム - エビの養殖事業に投資すれば高利の配当を約束すると宣伝し、約4万人から計約650億円を集めた。首謀である会長の黒岩勇が海外へ資金洗浄している所を連邦捜査局（FBI）に発見され全容が発覚し、偽造パスポートで国外逃亡するも、その後逮捕。現在、公判中（※なお黒岩は2002年4月、運営していたマルチ商法会社が破綻し、債権者からの取り立てや警察の捜査を免れるためフィリピンへ出国した前科がある）。
- ケフィア事業振興会 - オーナー制度を展開し、出資金を元本保証、利息の支払いを約束すると宣伝したが、自転車操業に陥る。2018年9月に経営破綻。2019年5月21日には第1回債権者集会を行った。

## よく扱われる商材
悪徳商法で扱われることの多い商品やサービスなど。必ずしも全てが悪徳かつ違法とは限らないが、曖昧または大げさな表現を多用することでしばしば問題となる。基本的に一般人では即座に理解しにくいものが選ばれる。

### 高額商品
一見して、本来の妥当な値段がわかりにくいものや、外見で真贋が区別できない商品を高額で販売し、法外な利益を得る。
- 指輪・ネックレスなど、真贋が判断しにくい宝石、アクセサリー類 - アポイントメント商法・デート商法。
- シルクスクリーンなどの絵画 - キャッチ商法・アポイントメント商法・デート商法。
- 着物・呉服・毛皮服など - アポイントメント商法・当選商法・デート商法。
- 布団 - 羽毛布団や健康布団を、数十万円単位の法外な価格で販売する。女性高齢者や独身者がターゲットにされやすい。催眠商法、訪問販売、点検商法。
- 投機を謳った販売 - 先物取引、投機目的のマンションなどの不動産
- 電位治療器 - 健康・医療に関心が高い高齢者がターゲットにされやすい。
- ソーラーパネル・太陽光発電 - 新しい一戸建て住宅などがターゲットにされやすい。

### 生活関連商品
「健康に悪い」などと心理的不安を煽り不要なものや、効果のないものを高額で販売する。疑似医学を取り入れている場合が多い。
- 健康食品 - 医薬品でないのに「病気が治る」などと効果や効能を謳う（薬事法違反）。医学的に証明されていないものを証明されているかのように偽る（バイブル商法）。
- 健康器具・美容器具（美顔器など） - モニター商法・マルチ商法。
- 浄水器・スチームクリーナー・アルカリイオン水・マイナスイオン - 医学的根拠に乏しかったり、虚偽説明で健康への不安を煽る。浄水器の場合は不動産会社や大家からの指示や紹介のように装うケースもある。訪問販売に多い。
- 換気扇のフィルター・シャワートイレ取り付け工事 - これらも不動産会社や大家からの指示や紹介のように装うケースもある。訪問販売に多い。
- 化粧品 - 医学的根拠に乏しかったり、虚偽説明で肌への不安を煽るものが多い。キャッチ商法・バイブル商法。

### その他
- 保険商品 - 虚偽説明、強引な勧誘、いわゆるGNP商法など、保険業法を無視した販売をする。
- 新聞 - 玄関に居座るなどの強引な勧誘や、3ヶ月無料などのお試し価格で契約を結び、解約になかなか応じないなどのトラブルがある。
- ミシン - チラシで1万円程度の格安のミシンを掲載し、注文をすると高額なミシンを強引に勧誘して売りつける。またミシンの無料・激安点検と称して、依頼すると修理不能という理由をつけ、新しいミシンを買わせることもある。 - おとり商法・点検商法。
- 消火器 - 設置義務がない建築物であるにもかかわらず、設置義務があると偽る。また家庭用火災感知器を市価の数倍の値段で売りつける。点検商法。
- 軽貨物運送委託 - 軽トラックを買わせ運送業を委託するが、顧客の開拓は本人任せであるうえ、売上の一部を「マージン」などという名目で搾取する（軽急便：名古屋立てこもり放火事件の引き金になった）。
- 情報商材 - ○○万円稼ぐなどと謳って、実際には情報商材の売り方などを記したものなど形態は様々[16]。
- ディプロマミル - 実際には就学させず金銭により、無効な学位を販売する。学位商法などとも呼ばれる。
- 自己啓発セミナー - 自己変革を口実にセミナー参加者の知人や親族からの強引な勧誘と高額な受講料金、洗脳行為が問題化。また、大学で「偽装サークル」や「就職対策ゼミ」を作ってセミナーに引きずり込むことも問題視されている。
- 貧困ビジネス - 一部の人材派遣会社やゼロゼロ物件・家賃保証会社など貧困層からさらに蓄えを搾り取ったり、非人道的扱いをしたりするビジネス。悪質な紹介業者だとホームレスに近づき「住居斡旋」「生活サポート」と称して生活保護の受給金（＝税金）をピンハネするケースもあり、ホームレスも住まいを追われる可能性があるため声高にできないことを悪用している。
- 合否電報 - 大学の入学試験場付近で大学関係者を装い、電報で合否を知らせると称して金銭を詐取する。個人情報が悪用される恐れもある。
- 心理カウンセリング - 主に、精神疾患や心理的問題で悩む人につけ込む。心理カウンセリングに似せた形態をとるほか、状態改善・自己啓発をうたうが効果のない商品・教材の販売、高額講座・高額自己啓発セミナーへの勧誘など様々である（→カウンセリング#詐称と関連した問題）。他にも、マスメディアに取り上げられることの多い占い（血液型性格分類・占星術・四柱推命・手相・姓名判断・風水など）、スピリチュアル（霊視（オーラ・守護霊・前世）・除霊など）、宗教（入信・信仰・お祓い・祈祷・布施・寄進など）などの、現代医学・現代心理学上の主要な知見に基づかない行為を、精神疾患などに対処する心理療法であるかの様に称する場合がある（→霊感商法）。また、疾患や問題を抱えた経験から心理カウンセラーを目指す人へ、効力がない独自資格を発行するなど、資格商法との関連もある（→資格商法#資格商法の事例）。

## 人物
- 天羽優子 - 疑似科学的な宣伝を利用した悪徳商法の問題に取り組んでいる山形大学准教授。
- 小島茂 - ディプロマミル問題を研究する静岡県立大学教授。
- 多田文明  - 自ら引っかかった体験を基に語るルポライター・ジャーナリストでキャッチセールス評論家・悪徳商法評論家。
- 西田公昭 - マインドコントロールや詐欺・悪徳商法の心理学を研究する静岡県立大学准教授。

### 制度
- クーリングオフ
- 少額訴訟

### 法律
- 詐欺罪
- 恐喝罪
- 消費者基本法
- 特定商取引に関する法律（特定商取引法）
- 不当景品類及び不当表示防止法（景品表示法）
- 割賦販売法
- 消費者契約法
  - 消費者団体訴訟制度
- 電子消費者契約及び電子承諾通知に関する民法の特例に関する法律（電子消費者契約法）
- 商品取引所法
- 無限連鎖講の防止に関する法律（ねずみ講防止法）
- 出資の受入れ、預り金及び金利等の取締りに関する法律（出資法）
- 貸金業法
- 利息制限法
- 消費者の権利

### 行政機関
- 国民生活センター
- 消費者庁
- 消費生活センター
- 日本司法支援センター
- 暴力追放運動推進センター

### その他
- 不安産業
- カモリスト
- 不利益事実の不告知
- フロント企業
- レビュアー（虚偽記載）
- 転売ヤー